# Вал, Енню
Енню Вал (Jenny Hval; 11 июля 1980) — норвежская певица, автор песен и писательница.

## Биография
Вал изучала творческую письменную речь в Мельбурнском университете и литературу в Университете Осло. С 1999 года сочиняла песни, делала их демозаписи и наконец в 2006 году дебютировала на музыкальной сцене под псевдонимом Rockettothesky с альбомом To Sing You Apple Trees, за который была номинирована на премию Spellemannprisen (норвежский аналог «Грэмми») в категории «Новичок года». Два года спустя вышла вторая пластинка Вал под названием Medea, занявшая 20-е место в хит-параде Норвегии. За ней последовал диск Viscera, выпущенный под собственным именем в 2011 году. Объединившись со своим земляком, гитаристом Ховаром Волденом (Håvard Volden) в фолк-дуэт Nude on Sand, записывает одноимённый альбом (2012). Её четвёртый альбом Innocence Is Kinky продюсировал Джон Пэриш.
Помимо музыки Енню Вал занимается также литературой и журналистикой. В 2009 году был издан её роман Perlebryggeriet, номинированный на Литературную премию Сёрланна.

## Дискография

### Альбомы
Под псевдонимом Rockettothesky
- To Sing You Apple Trees (2006)
- Medea (13 октября 2008)

Под собственным именем
- Viscera (2011)
- Innocence Is Kinky (2013)
- Apocalypse, girl (9 июня 2015)
- Blood Bitch (30 сентября 2016)
- The Practice of Love (13 сентября 2019)
- Iris Silver Mist (2 мая 2025)

Совместно с другими исполнителями
| Год  | Название альбома                                | Исполнитель                         | Название песни                          | Комментарий                    |
| 2009 | Nothing Like the Love I Have for You            | Egil Olsen                          | «Hard work and fate», вокал             |                                |
| 2010 | Kreken                                          | Phonophani                          | «Mendel» и «Blåflat», вокал             |                                |
| 2011 | The Architect                                   | Jens Carelius                       | вокал                                   |                                |
| 2011 | Unemployed                                      | Alog                                | «Et Besøk»                              |                                |
| 2012 | Nude on Sand                                    | Nude on Sand                        |                                         |                                |
| 2014 | Meshes of Voice                                 | Сусанна Валлумрёд                   |                                         |                                |
| 2014 | Stay Tuned                                      | Рутгер Зюйдервельт                  | голос                                   |                                |
| 2016 | In The End His Voice Will Be The Sound of Paper | Trondheim Jazz Orchestra и Ким Майр |                                         |                                |
| 2016 | A Sense of Growth                               | Джессика Слайтер                    | «A Sense Of Growth», «The Dream-dealer» |                                |
| 2016 | Antropocen                                      | Trondheim Jazz Orchestra, Skrap     | «Vinn vann sand»                        | для Molde Jazz Festival в 2015 |
| 2017 | Kelly Lee Owens                                 | Kelly Lee Owens                     | «Anxi»                                  |                                |

### Мини-альбомы
- 2006: Cigars
- 2015: Soft dick rock — ограниченное издание из 299 экземпляров на одностороннем виниле, содержащее песню «Safe»[14].